# 스캔들: 매우 충격적이고 부도덕한 사건
"스캔들: 매우 충격적이고 부도덕한 사건"은 2013년 6월 29일부터 2013년 10월 27일까지 MBC에서 방송된 주말 특별기획 드라마로, 서울올림픽 개최 25주년을 기념하는 특집 드라마이다.

## 줄거리
종로경찰서 형사인 명근은 딸 수영을 낳던 중 아내가 죽자 어린 두 아이를 어렵게 키우며 산다. 서울올림픽이 열리던 1988년 어느 날 명근은 부실공사로 인해 일어난 건물붕괴 사고와, 그것을 덮으려는 부정 행위에 휘말려 아들 건영을 잃게 된다. 트럭에 실려 가는 건물잔해 속에서 죽은 아들 건영을 발견하고 오열한다. 이것은 태하가 부실공사로 인한 건물붕괴 사고를 서울올림픽 기간을 이용해서 덮으려고 '사고현장에서 모두 안전하게 탈출하였다'는 거짓 발표로 구조조차 받지 못하고 죽은 것이다. 명근은 태하에 대한 원한으로 그를 죽이러 갔다가 우연히 태하의 아들 은중을 유괴하게 된다. 하지만 명근은 죄책감으로 은중을 다시 돌려주러 가지만 그 집에는 다른 아이가 은중이라며 지내고 있었기 때문에 아이를 다시 데리고 와 자신의 아들로 키우게 된다.
명근은 티없이 맑고 착한 은중을 볼 때마다 사랑스럽고 짠하지만, 한편으로는 죽은 아들에 대한 생각 때문에 겉으로는 은중을 미워한다. 그것 때문에 은중은 언제나 아버지의 사랑을 갈구하고, 아버지를 이해하기 위해 형사가 된다. 어느 날 은중은 태하건설과 연결된 사건을 수사하던 중 점점 자신의 유괴사건에 접근하게 된다. 그리고 아버지 명근이 자신을 유괴한 유괴범이라는 사실을 알게 되면서 충격에 빠진다.

## 등장 인물

### 주요 인물
- 김재원 : 하은중/진짜 장은중(30세) 역 (아역 : 김휘수, 정윤석) - 본명 장은중. 장태하와 윤화영의 진짜 아들
- 조재현 : 하명근(34세, 59세) 역 - 은중과 수영의 아버지
- 박상민 : 장태하(36세, 61세) 역 - 진짜 장은중과 장주하의 아버지. 태하그룹 회장
- 신은경 : 윤화영(32세, 57세) 역 - 진짜 장은중의 어머니. 장태하의 본처. 법무법인 천하의 대표변호사
- 조윤희 : 우아미(27세) 역 - 공기찬의 아내
- 기태영 : 가짜 장은중/금만복/구재인(30세) 역 (아역 : 정준원) - 본명 금만복. 개명 구재인. 장태하와 윤화영의 가짜 아들. 태하그룹 고문변호사

### 장태하의 가족
- 김혜리 : 고주란(28세, 53세) 역 - 본명 고석봉. 장태하의 첩, 주하의 어머니. 1980년대 탑 여배우
- 김규리 : 장주하(33세) 역 (아역 : 조민아) - 장태하와 고주란의 딸. 태하그룹 전략기획부 본부장. 태하건설 총괄마케팅부 본부장

### 장태하 주변 인물
- 최철호 : 강주필 역 - 88년 당시 프라이데이서울의 기자. 현재 태하그룹 전무
- 조한철 : 신강호 역 - 태하의 보디가드이자 운전기사
- 안석환 : 조치국 역 - 조진웅의 아버지. 국토해양부 장관
- 박정철 : 조진웅 역 - 장주하의 남편감. 태하건설 대표이사

### 하명근 가족
- 한그루 : 하수영 역 (아역 : 이예선) - 하명근의 딸. 법무법인 천하에서 변호사 시보
- 조휘준 : 하건영 역 - 하명근의 죽은 아들

### 그 외 인물
- 정규수 : 송재문 역 - 강력반장
- 양진우 : 공기찬 역
- 홍여진 : 공기찬의 어머니 역
- 진주형 : 구 형사 역 - 종로경찰서의 막내 형사
- 서범식 : 이 형사 역
- 김윤태 : 김 형사 역
- 김해곤 : 감찰팀장 역
- 박민우 : 해커 배트맨 역
- 한기원 : 김중혁 역 - 신강호의 후임
- 최희서 : 문비서 역 - 진짜 장은중(하은중)의 비서
- 김광인 : 장태하의 변호사 역
- 장민교 (아역)
- 이창
- 이설구
- 김선은
- 홍승범
- 권영경
- 박종설
- 서광재
- 이종구
- 서윤석
- 길금성
- 조우진
- 천예원
- 기연호
- 공재원
- 이윤상
- 반혜라
- 최범호
- 김현
- 조성희
- 서보익
- 장문규
- 조선묵
- 차상미
- 박성균
- 서지미
- 정지순
- 이현걸
- 전해룡
- 고진명
- 설유진
- 이정성
- 강철성
- 장문규
- 문경민
- 장태민
- 민준현
- 김훈호
- 정현석
- 전헌태
- 주부진

### 특별 출연
- 박용식 : 정계 권력자 역
- 최용민 : 김 전무 역 - 태하건설 직원
- 정호근 : 태하건설 직원 역
- 허정규 : 오 변호사 역 - 화영의 동료 변호사
- 김정하 : 어머니 역
- 박정수
- 서인 : 교양 프로그램 진행자 역

### 촬영지
서울 중구 명동 스테이트 타워 남산 (태하그룹 본사로 나온다.)

## 시청률
최저 시청률과 최고 시청률은 시청률 조사회사와 지역별로 시청률에 차이가 있을 수 있습니다.
| 2013년      | 2013년      | 2013년         | 2013년       | 2013년         | 2013년       |
| 회차        | 방송일      | TNmS 시청률    | TNmS 시청률  | AGB 시청률     | AGB 시청률   |
| 회차        | 방송일      | 대한민국(전국) | 서울(수도권) | 대한민국(전국) | 서울(수도권) |
| ----------- | ----------- | -------------- | ------------ | -------------- | ------------ |
| 제1회       | 6월 29일    | 15.8%          | 18.7%        | 16.4%          | 17.7%        |
| 제2회       | 6월 30일    | 14.4%          | 16.6%        | 14.4%          | 16.2%        |
| 제3회       | 7월 6일     | 16.0%          | 18.2%        | 14.9%          | 16.1%        |
| 제4회       | 7월 7일     | 13.6%          | 14.3%        | 13.9%          | 14.7%        |
| 제5회       | 7월 13일    | 16.6%          | 19.4%        | 16.3%          | 17.8%        |
| 제6회       | 7월 14일    | 14.2%          | 16.9%        | 14.1%          | 15.5%        |
| 제7회       | 7월 20일    | 14.8%          | 16.1%        | 15.5%          | 17.1%        |
| 제8회       | 7월 21일    | 14.8%          | 16.1%        | 15.5%          | 17.3%        |
| 제9회       | 7월 27일    | 16.2%          | 18.2%        | 14.9%          | 15.9%        |
| 제10회      | 7월 28일    | 14.5%          | 15.7%        | 15.8%          | 18.0%        |
| 제11회      | 8월 3일     | 14.6%          | 16.2%        | 14.3%          | 15.5%        |
| 제12회      | 8월 4일     | 13.7%          | 15.5%        | 13.2%          | 14.5%        |
| 제13회      | 8월 10일    | 14.1%          | 17.7%        | 15.8%          | 17.8%        |
| 제14회      | 8월 11일    | 14.5%          | 16.8%        | 14.4%          | 16.2%        |
| 제15회      | 8월 17일    | 13.8%          | 15.7%        | 16.5%          | 18.2%        |
| 제16회      | 8월 18일    | 14.4%          | 16.8%        | 15.1%          | 17.4%        |
| 제17회      | 8월 24일    | 15.1%          | 16.6%        | 17.2%          | 19.6%        |
| 제18회      | 8월 25일    | 15.2%          | 17.4%        | 16.5%          | 18.4%        |
| 제19회      | 8월 31일    | 15.9%          | 18.2%        | 16.5%          | 18.3%        |
| 제20회      | 9월 1일     | 14.0%          | 16.2%        | 15.9%          | 17.7%        |
| 제21회      | 9월 7일     | 16.6%          | 18.0%        | 18.2%          | 19.6%        |
| 제22회      | 9월 8일     | 15.4%          | 17.2%        | 16.5%          | 17.8%        |
| 제23회      | 9월 14일    | 16.7%          | 20.1%        | 17.3%          | 18.0%        |
| 제24회      | 9월 15일    | 16.0%          | 18.7%        | 18.0%          | 19.2%        |
| 제25회      | 9월 21일    | 16.8%          | 18.3%        | 16.6%          | 18.4%        |
| 제26회      | 9월 22일    | 16.8%          | 19.0%        | 17.4%          | 18.8%        |
| 제27회      | 9월 28일    | 15.0%          | 17.2%        | 14.9%          | 16.5%        |
| 제28회      | 9월 29일    | 15.7%          | 17.2%        | 16.1%          | 17.8%        |
| 제29회      | 10월 5일    | 14.3%          | 16.5%        | 15.4%          | 17.9%        |
| 제30회      | 10월 6일    | 14.0%          | 15.9%        | 15.5%          | 17.1%        |
| 제31회      | 10월 12일   | 12.1%          | 14.4%        | 13.0%          | 14.4%        |
| 제32회      | 10월 13일   | 13.5%          | 14.6%        | 14.5%          | 15.8%        |
| 제33회      | 10월 19일   | 14.3%          | 16.9%        | 15.7%          | 17.5%        |
| 제34회      | 10월 20일   | 13.8%          | 15.4%        | 17.1%          | 18.8%        |
| 제35회      | 10월 26일   | 14.7%          | 16.6%        | 14.7%          | 16.0%        |
| 제36회      | 10월 27일   | 15.3%          | 16.5%        | 17.5%          | 19.2%        |
| 평균 시청률 | 평균 시청률 | 14.9%          | 16.9%        | 15.7%          | 17.3%        |

## 수상
- 2013년 MBC 연기대상 특별기획부문 남자 최우수연기상 김재원
- 2013년 MBC 연기대상 특별기획부문 여자 최우수연기상 신은경
- 2013년 MBC 연기대상 황금연기상 조재현
- 2013년 제26회 한국촬영감독협회 그리메상 드라마 부문 대상 정승우 김선철